# Túnel ferroviario de Savio
El Túnel ferroviario de Savio se localiza cerca de la capital de Finlandia, Helsinki, conectando el puerto de Vuosaari con la línea principal de Helsinki-Tampere, en Kerava. El túnel es de una vía única electrificada y posee 13,5 kilómetros de longitud. La construcción comenzó en 2004, y el túnel se abrió al uso en noviembre de 2008. El túnel es parte de una nueva línea de 19 kilómetros que conecta a un nuevo puerto.